# طريق 80 (الكويت)

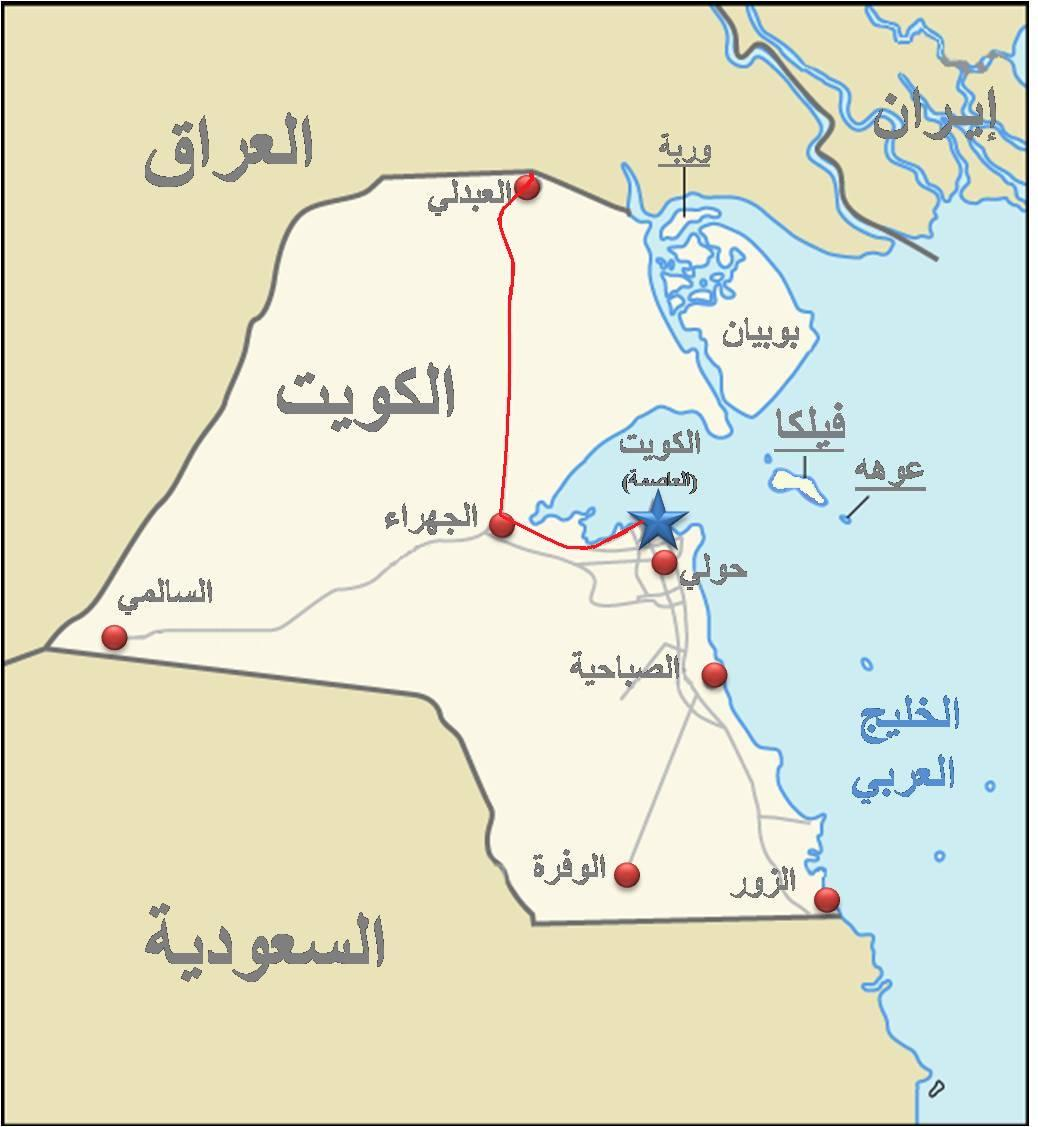
الطريق 80

طريق الشيخ جابر الأحمد الصباح أو الطريق 80 هو طريق سريع يربط مدينة الكويت بمدينة الجهراء ومن الجهراء يمتد على منفذ العبدلي الحدودي مع العراق ويبلغ طول الطريق ما يزيد عن 100 كيلومتر. خلال حرب تحرير الكويت شهد الطريق قيام قوات التحالف بقصف أرتال القوات العراقية المنسحبة منه إلى البصرة حيث عرف آنذاك بطريق الموت.